# Wolverine et les X-Men
Pour les articles homonymes, voir X-Men (homonymie).
Avengers : L'Équipe des super-héros
Wolverine et les X-Men (Wolverine and the X-Men) est une série télévisée d'animation américaine en 26 épisodes de 23 minutes créée par Craig Kyle et Greg Johnson, diffusée entre le 6 septembre 2008 et le 25 avril 2009 sur YTV au Canada, et du 23 janvier au 29 novembre 2009 sur Nicktoons aux États-Unis.
En France, elle est diffusée depuis le 2 septembre 2010 sur Cartoon Network. Elle reprend la trame de l'histoire et les personnages des célèbres comics de Marvel : Les X-Men.

## Synopsis
Lors d'une terrible explosion le professeur Xavier et Jean Grey disparaissent. Sans leur maître, les X-Men ne tiennent plus et se séparent. Leur séparation conduira à la domination du monde par les Sentinelles. Afin de changer cela, Wolverine réunit les anciens X-Men pour les mener vers leur plus terrifiant combat…

## Personnages

### Personnages principaux

#### Les X-Men
- Logan / Wolverine (VFB : Erwin Grünspan)
- Henry "Hank" McCoy / Le Fauve (Beast) (VFB : Martin Spinhayer)
- Scott Summers / Cyclope (Cyclops) (VFB : Philippe Allard)
- Kitty Pryde / Shadowcat (VFB : Géraldine Frippiat)
- Bobby Drake / Iceberg (Iceman) (VFB : Alessandro Bevilacqua)
- Malicia (Rogue) (VFB : Alexandra Corréa)
- Emma Frost (VFB : Dominique Wagner)
- Warren Worthington III / Angel (Archangel) (VFB : Christophe Hespel)
- Ororo Munroe / Tornade (Storm) (VFB : Catherine Conet)
- Jean Grey (VFB : Fabienne Loriaux)
- Kurt Wagner / Diablo (Nightcrawler) (VFB : Aurélien Ringelheim)
- Forge (VFB : Pierre Lognay)
- Professeur Charles Xavier / Professeur X (VFB : Franck Dacquin)
- Peter Rasputin / Colossus (VFB : Mathieu Moreau)

### Personnages récurrents

#### Les X-Men du futur
- Professeur X (VFB : Franck Dacquin)
- Wolverine (VFB : Erwin Grünspan)
- Polaris (VFB : Marie Van R)
- Domino (VFB : Fabienne Loriaux)
- Marrow (VFB : Jennifer Baré)
- Kamal (VFB : Sébastien Hébrant)
- Bishop (VFB : Lionel Bourguet)
- Julian Keller/Hellion

#### La Confrérie des Mauvais Mutants(The Brotherhood)
- Le Crapaud (Toad) (VFB : Emmanuel Deckonink)
- Avalanche
- Vif-Argent (Quicksilver) (VFB : Robert Dubois)
- Le Colosse (Blob)
- Domino (VFB : Fabienne Loriaux)

#### Magnéto et ses acolytes
- Magnéto (VFB : Robert Guilmard)
- La Sorcière Rouge (The Scarlet Witch) (VFB : Maia Baran)
- Pyro
- Mystique (VFB : Julie Basecqz)
- Polaris (VFB : Marie Van R)

#### Les Maraudeurs
- Mister Sinistre (VFB : Bruno Bulté)
- Angel (Archangel) (VFB : Christophe Hespel)
- Arclight (VFB : Emmanuel Deckonink)
- Vertigo (VFB : Véronique Fyon)
- l' Homme-multiple (Madrox)

#### Le Club des Damnés
- Sebastien Shaw (VFB : Patrick Waleffe)
- Selene (VFB : Véronique Fyon)
- Reine blanche (VFB : Dominique Wagner)
- Phénix noir (VFB : Fabienne Loriaux)

#### MRD
- Sénateur Kelly (VFB : Jean-Marc Delhausse)
- Warren Worthington II (VFB : Robert Guilmard)
- Bolivar Trask (VFB : Patrick Waleffe)
- Les Sentinelles
- Dr Zane
- Colonel Moss (VFB : Mathieu Moreau)
- Agent Haskett

#### L'arme X
- Dr Cornelius (VFB : Jean-Marc Delhausse)
- Dents de Sabre (Sabretooth) (VFB : Robert Guilmard)
- Mystique (VFB : Julie Basecqz)

#### Autres mutants
- Gambit (VFB : Mathieu Moreau)
- Big Bang (Boom Boom)
- Dust
- Magma
- Nitro
- Roi d'Ombre (Shadow King) (VFB : Bruno Georis)
- Samouraï d'Argent (Silver Samurai) (VFB : Mathieu Moreau)
- Squidboy

#### Autres personnages
- Mojo (VFB : Patrick Waleffe)
- Spiral (VFB : Francine Laffineuse)
- Nick Fury
- Bruce Banner / Hulk
- Mariko Yashida (VFB : Véronique Fyon)

## Épisodes
1. Rétrospective [1/3] (Hindsight (Part 1)
2. Rétrospective [2/3] (Hindsight (Part 2)
3. Rétrospective [3/3] (Hindsight (Part 3)
4. Inondation (Overflow)
5. Le Voleur volé (Thieves' Gambit)
6. Calibre X (X-Calibre)
7. Wolverine contre Hulk (Wolverine vs. the Hulk)
8. Bombe à retardement (Time Bomb)
9. Future X (Future X)
10. Salutation de Genosha (Greetings from Genosha)
11. Retour dans le passé (Past Discretions)
12. À la recherche de Jean (eXcessive Force)
13. Lignes de bataille (Battle Lines)
14. Liens oubliés (Stolen Lives)
15. Le Terrain de chasse (Hunting Grounds)
16. Terres hostiles (Badlands)
17. Code d'honneur (Code of Conduct)
18. La Genèse de Master Mold (Backlash)
19. Ange déchu (Guardian Angel)
20. Mémoire d'un cyclope (Breakdown)
21. Rover (Rover)
22. Jeux de dupes (Aces and Eights)
23. Jean revient (Shades of Grey)
24. Prévoyance [1/3] (Foresight (Part 1)
25. Prévoyance [2/3] (Foresight (Part 2)
26. Prévoyance [3/3] (Foresight (Part 3)